# Sóc lùn châu Phi
Sóc lùn châu Phi, tên khoa học Myosciurus pumilio, là một loài động vật có vú trong họ Sóc, bộ Gặm nhấm. Loài này được Le Conte mô tả năm 1857. Loài này được tìm thấy ở Cameroon, Cộng hòa Congo, Guinea Xích Đạo, và Gabon